# Angiostrongylus cantonensis
Angiostrongylus cantonensis (Chen, 1935) je hlístice, jež parazituje v plicních tepnách krys a potkanů. Mezihostitelem hlístice jsou suchozemští či vodní plži. Člověk se může zřídka nakazit pozřením infikovaného plže s larvami. Larvy mohou proniknout do mozku, kde způsobují eosinofilní meningitidu. Hlístice se vyskytuje především v jihovýchodní Asii a ostrovech v Tichomoří, včetně Havaje. V letech 2005–2010 stoupla prudce incidence tohoto onemocnění na Havaji. Případy meningitidy způsobené A. cantonensis byly hlášeny i na Floridě, v Kalifornii, Austrálii nebo v Egyptě.